# U 36 (U-Boot, 1914)
U 36 war ein deutsches U-Boot der Kaiserlichen Marine.

## Bau und Indienststellung
Das Boot war ein sogenanntes Zweihüllenboot, welches als Hochseeboot in einem Amtsentwurf konzipiert wurde. Die Entwürfe U 31 bis U 41 kamen von der Germaniawerft in Kiel. Maßgeblich verantwortlich für die Entwicklung dieses Typs war der Ingenieur Hans Techel. Das Boot wurde am 29. März 1912 in Auftrag gegeben und am 2. Januar 1913 auf Kiel gelegt. Der Stapellauf war am 6. Juni 1914 und am 14. November 1914 wurde es unter dem Kommando von Kapitänleutnant Ernst Graeff in Dienst gestellt.

## Technik
Das U-Boot war 64,7 m lang, 6,32 m breit und hatte einen Tiefgang von 3,56 m sowie eine Verdrängung von 685 Tonnen über und 878 Tonnen unter Wasser. Die Besatzung bestand aus 35 Mann, wovon vier Offiziere waren. Die Maschinen für die Überwasserfahrt waren zwei Sechs-Zylinder-Viertakt-Dieselmotoren, welche bei der Germaniawerft gebaut wurden und eine Leistung von 1.361 kW (1.850 PS) hatten. Zur Unterwasserfahrt kamen zwei SSW-Doppel-Modyn-Elektromotoren mit 880 kW (1.200 PS) zum Einsatz. Damit waren Geschwindigkeiten von 16,4 kn (über Wasser) bzw. 9,7 kn (unter Wasser) möglich. Der Aktionsradius betrug bis zu 8790 NM bei Überwasserfahrt. Bei getauchter Fahrt mit 5 kn wurden 80 NM erreicht bei einer maximalen Tauchtiefe von 50 Meter. Die sechs mitgeführten Torpedos konnten über zwei Bug- und zwei Heckrohre verschossen werden, ebenso waren zusätzlich zwei 8,8-cm-Schnellfeuergeschütze installiert.

## Einsätze und Verbleib

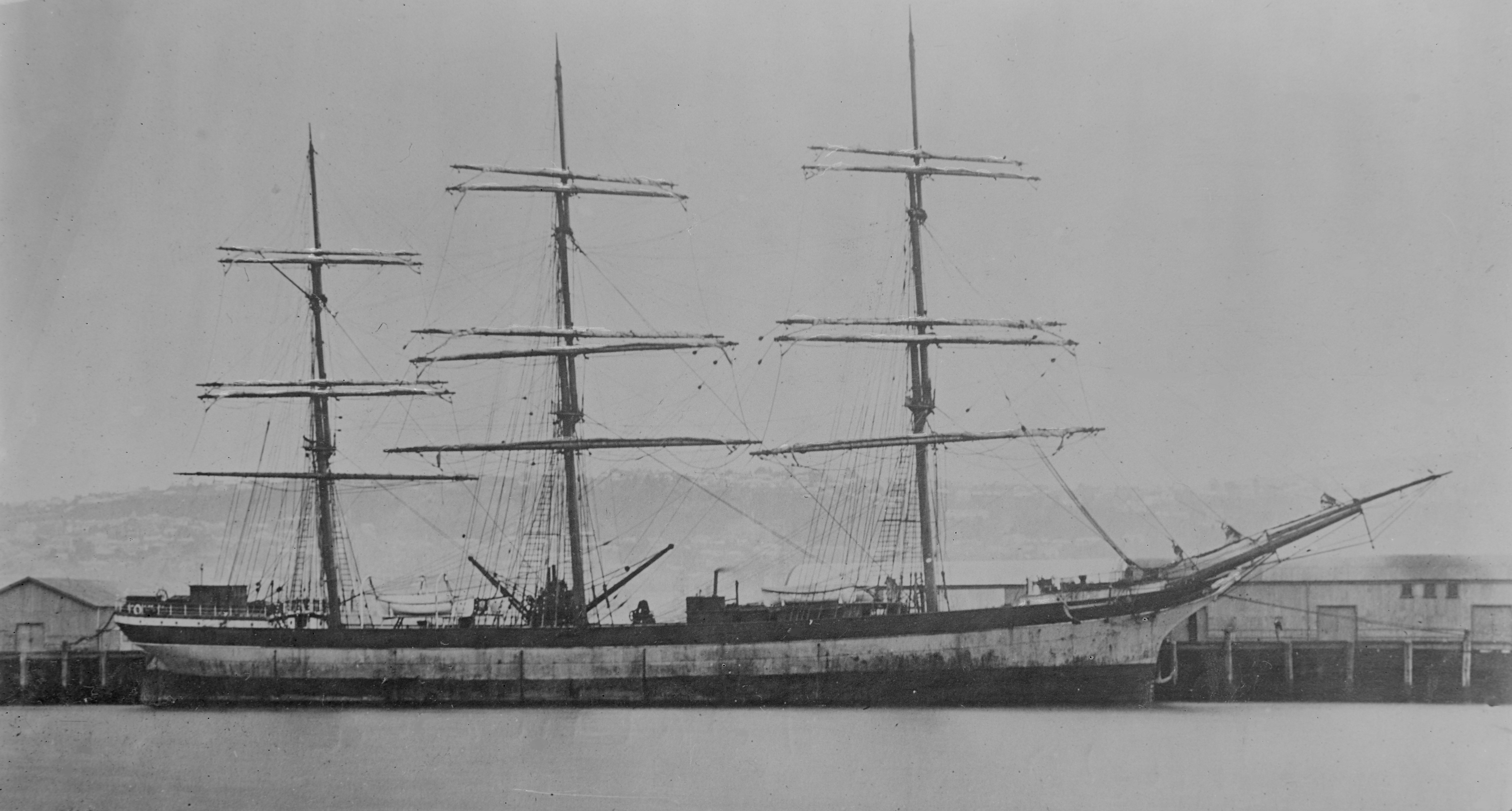
Die Pass of Balmaha, das letzte und bekannteste Opfer von U 36

U 36 unternahm insgesamt drei Feindfahrten, auf denen es 14 Schiffe mit einer Gesamttonnage von 12.668 BRT versenkte. Nach anderen Quellen war es eine Gesamttonnage von 12.674 BRT sowie drei Schiffe als Prise mit 3.466 BRT.
Am 22. Juli 1915 wurde eine Gruppe von Fischerbooten westlich der Orkneys von U 36 versenkt. In den folgenden zwei Tagen wurden neun weitere Fischerboote und drei Handelsschiffe (ein französisches, ein russisches und ein norwegisches) versenkt. Das bewaffnete Handelsschiff Columbella konnte U 36 entkommen. Außerdem wurde der 1.500 BRT große Dreimaster Pass of Balmaha als Prise genommen. Mit nur einem einzigen Mann als Prisenbesatzung wurde er nach Deutschland geschickt und dort zum Hilfskreuzer umgebaut. 1917 führte er als Seeadler, unter dem Kommando von Felix Graf von Luckner, erfolgreich Kaperkrieg.
Am 24. Juli 1915 geriet U 36, in der Nähe der Insel North Rona, an die britische U-Boot-Falle Prince Charles. Ahnungslos ging das Boot bis auf 600 Meter an das Schiff heran, als die Prince Charles plötzlich die britische Kriegsflagge hisste und das Feuer eröffnete. U 36 wurde völlig überrascht und sank nach schweren Treffern. Der Kommandant und 15 seiner Leute konnten gerettet werden. 18 Seeleute kamen ums Leben.